# LAV-25

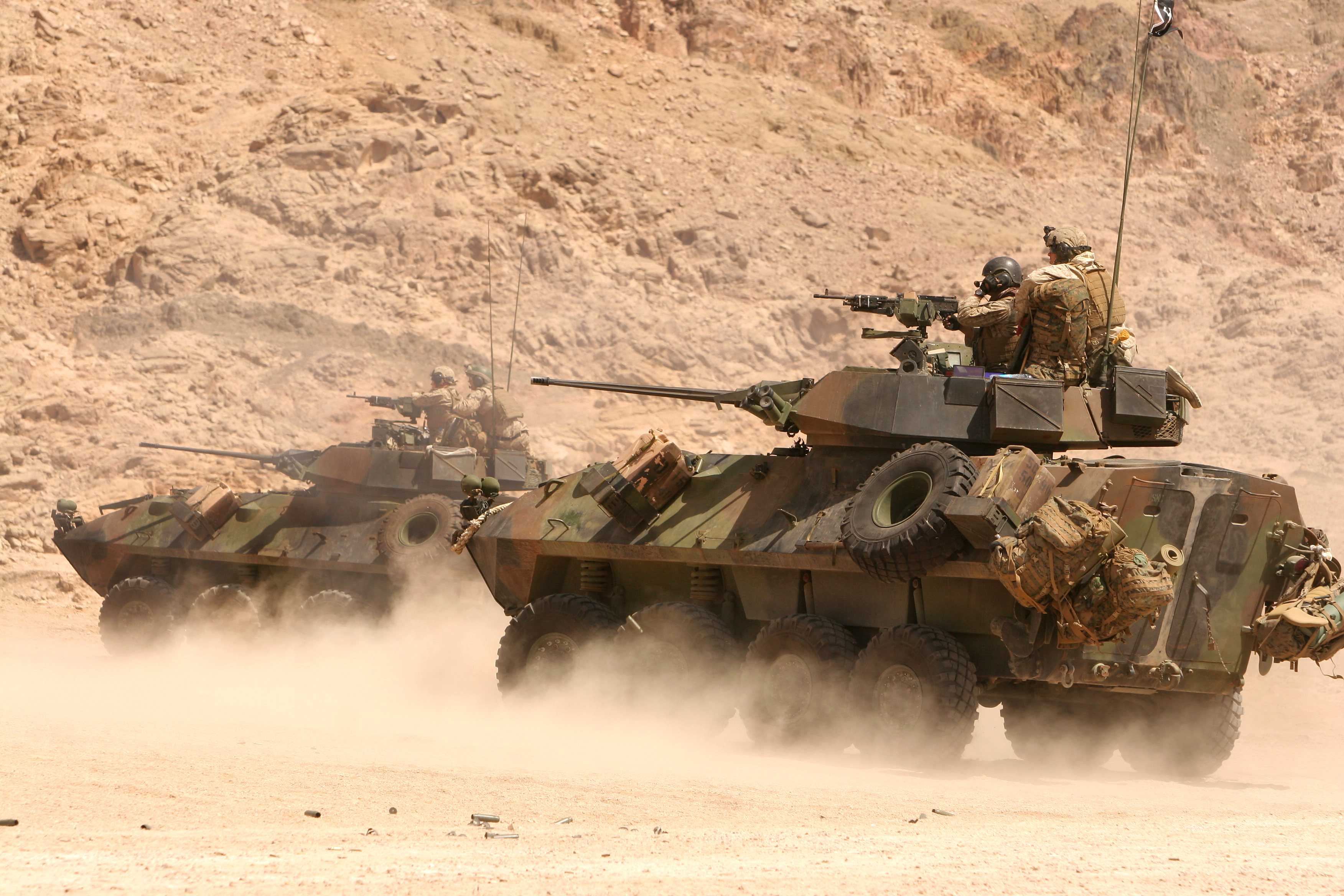
Dois LAV-25 do corpo de fuzileiros dos Estados Unidos.

O LAV-25 (Light Armored Vehicle, ou "Veículo Blindado Leve") é um veículo de combate de infantaria anfíbio e de reconhecimento utilizado pelo Corpo de Fuzileiros Navais dos Estados Unidos e pelo exército canadense. Ele foi construído pela General Dynamics Land Systems do Canadá.
A General Dynamics também desenvolveu o LAV III, baseado no Mowag Piranha suíço.